# Phaeotrema subfarinosum
Phaeotrema subfarinosum är en svampart som först beskrevs av Fée, och fick sitt nu gällande namn av Johannes Müller Argoviensis 1887. Phaeotrema subfarinosum ingår i släktet Phaeotrema, klassen Dothideomycetes, divisionen sporsäcksvampar och riket svampar.   Inga underarter finns listade i Catalogue of Life.